# Тете Антоніо
Тете Антоніо (порт. Tete António; 22 січня 1955, Бембе) — ангольський державний діяч, економіст, дипломат. Міністр закордонних справ Анголи (з 2020).

## Життєпис
Народився 22 січня 1955 року в Бембе, заморська провінція Португалії, нині провінції Уїже. У 1982 році закінчив економічний факультет Університету Агостіньо Нето. У 1988 році закінчив Київський державний університет імені Т. Шевченка, факультет міжнародних відносин. Вивчав менеджмент та вирішення міжнародних конфліктів та посередництво в Центр Джиммі Картера у США (1966). Вивчав дипломатію у Колумбійському університеті (США) та в Нью-Йоркському університеті (2005).
Під час навчання Університету Агостіньо Нето працював у Міністерстві зовнішньої торгівлі Анголи, Луанда. Працював у державній компанії Central Angolana de Importação. У 1992 році повернувся з Києва в Анголу де працював доцентом на економічному факультеті Університету Агостіньо Нето.
До 1997 року працював у посольстві Республіки Ангола в Ефіопії та в Постійному представництві при Африканському Союзі (Аддіс-Абеба).
У 1997—1999 роках — спостерігач від Африканського союзу у місії ООН з проведення референдуму у Західній Сахарі. Після повернення до Анголи, до 2002 року працював директором канцелярії заступника міністра закордонних справ.
З 2002 до 2009 року працював заступником представника Постійного представництва Республіки Ангола при Організації Об'єднаних Націй.
У листопаді 2009 р. став постійним спостерігачем Африканського Союзу в Організації Об'єднаних Націй і обіймав цю посаду до 2017 року, коли був призначений державним секретарем із закордонних справ у Луанді, залишаючись на цій посаді до 2019 року.
З 24 серпня 2020 року — Міністр закордонних справ Анголи.